# Georges Courtois
Pour les articles homonymes, voir Courtois.
Georges Courtois, né le 27 septembre 1947 à Nantes et mort le 16 mars 2019 à Quimperlé, est un criminel multi-récidiviste français, connu pour avoir pris en otage la cour d'assises de Nantes en 1985 pendant 36 heures avec l'aide de deux complices.
Mort à l'âge de 71 ans, il a passé plus de 34 années en prison, dont quatre ans et demi de quartier de haute sécurité en qualité de détenu particulièrement surveillé à Poissy et dix ans passés en isolement.

## Biographie
George Courtois naît dans le centre de Nantes, près de la place de Bretagne, en 1947. Fils d'une couturière et d'un charpentier, il grandit dans un milieu pauvre, où la nourriture tend à manquer. À 11 ans il commet son premier larcin, le vol du vélo d'un boucher avec son panier rempli de viande, mais est vite rattrapé.
En 1961, alors qu'il a 14 ans, il effectue son premier séjour en prison pour des vols.
De retour à Nantes, il rencontre sa future femme en 1966, Chantal, aide-soignante au CHU de Nantes (décédée en 2016) avec qui il restera toute sa vie. Il l'épousera en prison, l'année de la prise d'otage du Palais de justice de Nantes. Ils auront ensemble deux filles. Le père de George Courtois décède un an plus tôt, sur un chantier, à 39 ans, tombé du haut d’une grue. Georges, selon ses propres dires, en gardera une certaine rancœur pour le monde du travail.
Georges Courtois déménage à Paris, il cambriole des magasins ou des grandes propriétés. Il est finalement arrêté pour le braquage d'une armurerie en 1974, et est envoyé à la maison d'arrêt d'Angers où il passe une licence de droit. En 1976, après deux ans d'attente, il est condamné à 12 ans de prison dont 3 pour outrages, à la suite de lettres provocantes qu'il avait écrites aux magistrats (il traitera par exemple un procureur de «polichinelle à manches longues, […] hypocrite, hargneux, menteur, vil, lâche, répugnant»). En prison il rencontre ses futurs complices, Abdelkarim Khalki, et Patrick Thiolet. C'est avec Thiolet qu'il tente de braquer une banque en 1983, mais ils se feront arrêter à la suite d'une course poursuite en voiture avec la police. Le procès est planifié pour décembre 1985.

### La prise d'otages du Palais de justice de Nantes
Le 19 décembre 1985 Georges Courtois comparaît avec ses complices, Patrick Thiolet et deux autres individus accusés de complicité (Yannick Brevet, trente et un ans, et Chrystelle Ménard, vingt-huit ans), devant la cour d'assises de la Loire-Atlantique, qui se tient au Palais de justice de Nantes (dont les locaux sont aujourd'hui devenus un hôtel de luxe), pour un braquage commis dans une banque de Sucé-sur-Erdre.

Lors des réquisitions de l'avocat général Philippe Varin peu avant 10 h 30 surgit Abdelkarim Khalki, complice de Georges Courtois et se disant membre du mouvement pro-palestinien Abou Nidal, lourdement armé (armes de poing, grenades défensives quadrillées et un pistolet-mitrailleur) et qui est parvenu à neutraliser le service d'ordre. Il tient en otage un policier, l'arme braquée sur sa tête, et une grenade dégoupillée à la main. Alors que les deux autres accusés sont évacués, Khalki, Courtois et Thiolet enjoignent aux policiers présents de déposer leurs armes et prennent en otage les magistrats, les jurés, les journalistes et le public composé notamment d'une quinzaine d'étudiants en droit. Cigare aux lèvres et .357 Magnum à la main, Georges Courtois s'engage alors dans un réquisitoire médiatique contre la justice française, les magistrats et les jurés pris en otage. Il réclame la présence dans la salle d'une équipe de FR3 Nantes. La presse, les télévisions et les radios du monde entier rendent compte, minute par minute, du déroulement de la prise d'otage qui dure 36 heures. Le lycée-collège Jules-Verne, à deux pas du palais de justice, est évacué par précaution.
« Je pense qu’une peine de 20 années de réclusion aurait été prononcée contre moi. Il est hors de question que nous exécutions de telles peines. Dans la réalité, l’exécution de ces peines correspond pour nous à notre mort sociale. Je préfère quant à moi mourir tout de suite, d’une balle dans la tête, ou dans mon lit en père Peinard, si j’ai de la chance. […] J’ai surtout peur pour vous, parce que vous savez, en ce qui me concerne, se faire exploser ici, c’est mieux que la prison. »

- George Courtois aux caméras de FR3, 19 décembre 1985

Le Palais de Justice de Nantes, où George Courtois effectuera sa prise d'otage médiatisée.

Le préfet et ancien commissaire Robert Broussard et le commissaire Ange Mancini, directeur du RAID qui venait d'être créé depuis deux mois, parviennent à établir le contact avec les otages et leurs geôliers en faisant installer une ligne téléphonique. Ils tentent d'infléchir l'attitude du leader, Courtois, par l'intermédiaire de son avocat Maître Michel Taupier, mais en vain. Les preneurs d'otages réclament un véhicule afin de prendre la fuite. La plupart des otages sont libérés progressivement, et le 20 décembre à midi seuls les quatre magistrats restent retenus. Lors de la sortie des ravisseurs, vers 15 heures, Georges Courtois sort alors menotté au président de la cour d'assises Dominique Bailhache, menaçant de se faire exploser avec une grenade dégoupillée dans une main et tirant avec son revolver .357 Magnum d'une autre main sur la caméra d'un journaliste de la BBC posté sur la place Aristide-Briand. Khalki (une grenade à la main et un coran dans l'autre), également enchaîné à deux magistrats, et Thiolet attendent dans la salle des pas perdus du palais de justice, avant de rejoindre Courtois dans la voiture. Ouest-France est le seul journal qui ne publie pas la photo du président de la Cour d'assises menotté.
Lors de leur fuite en Renault Espace, à l'arrivée à l'aérodrome de Château Bougon, les policiers du RAID parviennent à cerner les fugitifs.
Les fugitifs décident alors de se rendre, contre la promesse pour Khalki de pouvoir prendre un avion dans la destination de son choix avec l’aval du Consul du Maroc et validé par le ministère de l’intérieur. Ce point a été accepté par les 3 gangsters. Le 28 février 1988, pour cette prise d'otage et ses hold-up précédents, Georges Courtois est condamné à vingt ans de prison, Khalki et Thiolet pour la seule prise d'otage respectivement à vingt et quatorze ans. Courtois sort de la maison centrale de Saint-Maur le 9 octobre 1997.
En 2006 il est condamné par la cour d'assises de Loire-Atlantique à douze ans de réclusion pour deux braquages à l'automne 2000. Il sort à nouveau de prison en 2014.

### Écrits
À partir de 1997 Georges Courtois signe des comptes rendus d'audiences judiciaires, sous la rubrique « Courtoisie de Palais », dans le journal satirique nantais La Lettre à Lulu,.
En 2015, il publie ses mémoires, Aux Marches du Palais. Mémoires d'un preneur d'otage.

### 2016
Son épouse, Chantal, meurt en août 2016, Georges Courtois s’installe à Quimperlé.

### Décès
Le corps de Georges Courtois est retrouvé dans la nuit du 16 au 17 mars 2019 dans l'incendie de son appartement à Quimperlé. L'autopsie pratiquée à Brest le 19 mars 2019 a permis de révéler que son décès est antérieur à l'incendie de son logement,.

## Culture populaire

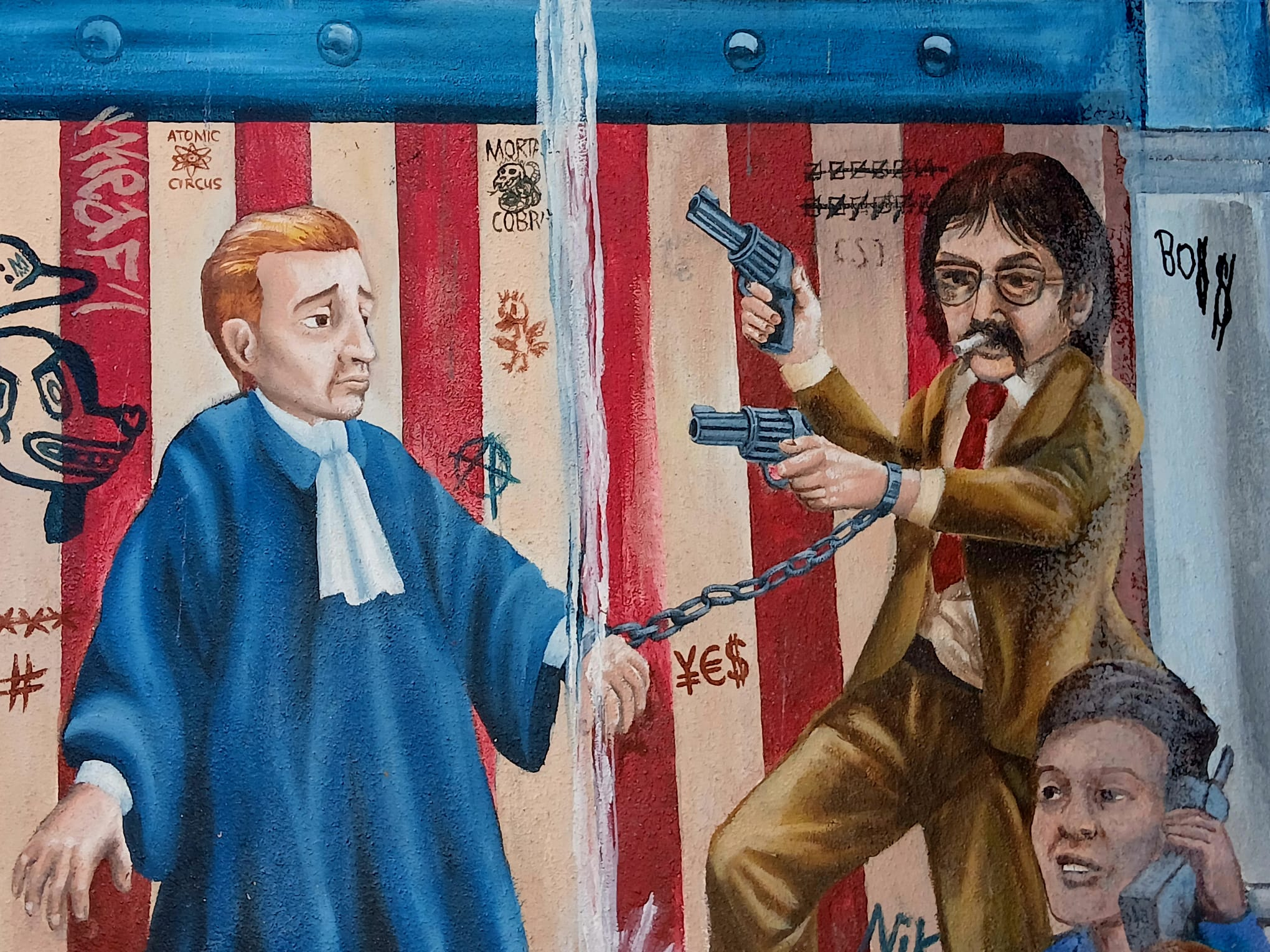
Georges Courtois représenté à droite sur Le Mur tombé du ciel.

- Le groupe nantais Tri Yann a écrit une chanson sur la prise d'otage du tribunal de Nantes : Gwerz Jorj Courtois, titre de l'album Belle et Rebelle[24].